# Entodon incurvatus
Entodon incurvatus là một loài rêu trong họ Entodontaceae. Loài này được Hornsch. Hampe mô tả khoa học đầu tiên năm 1865.